# GeoNames
GeoNames — це Географічна база даних, яка доступна через різні вебсервіси за умовами ліцензії Creative Commons.

## База даних і вебсервіси
У базі даних GeoNames міститься понад 10 млн. географічних назв, а також інформація про понад 7,5 млн. їх унікальних характеристик.
Усі ці характеристики розбиті за категоріями так, що кожна характеристика географічного об'єкта відноситься до одного з дев'яти класів. Кожна з цих категорій, в свою чергу, ділиться на підкатегорії, загальна кількість яких становить 645. Крім найменувань на різних мовах, зберігаються географічні координати, висота над рівнем моря, чисельність населення, адміністративний поділ та поштові індекси. Географічні координати записані в системі WGS84.
Усі ці дані доступні безкоштовно через ряд вебсервісів і щоденний експорт бази даних. Ці вебсервіси включають пряме і зворотне геокодування, знаходження місць за поштовим індексом, знаходження топонімів поряд із зазначеним місцем і знаходження статей Вікіпедії про топоніми.

## Вікі-інтерфейс
Ядро бази даних GeoNames представлено публічними вихідними кодами, якість яких може змінюватися з часом. Через вікі-інтерфейс редактори можуть редагувати і покращувати базу даних додаванням або виправленням найменувань топонімів, змінювати характеристики географічних об'єктів, додавати нові об'єкти тощо.

## Інтеграція зсемантичною павутиною
Кожна характеристика топоніма, що зберігається в базі даних, є вебресурс, який визначається стабільним URI. Цей URI забезпечує доступ через механізм узгодження вмісту: або до HTML-сторінки в вікі-форматі, або до опису цієї характеристики в форматі RDF, використовуючи елементи онтології GeoNames. Ця онтологія описує властивості характеристик GeoNames використовуючи декларативну мову програмування Web Ontology Language, а категорії характеристик і коди описуються мовою SKOS. Через URL статей Вікіпедії, які пов'язані з RDF-описами, дані GeoNames пов'язуються з даними енциклопедії DBpedia та іншими пов'язаними даними в форматі RDF.